# Стадион БМО
Стадион БМО (енгл. BMO Field) је фудбалски стадион у Торонту који је у власништву града.